# Maedhros
Maedhros, Fëanors äldste son. Svor Fëanors ed, och följde med fadern på färden från Valinor till Midgård för att fullfölja eden och ta tillbaka silmarillerna från Morgoth. Blev tillfångatagen av Morgoth, men räddades från Thangorodrim av Fingon. Efter vredens krig stal Maedhros tillsammans med sin bror Maglor de två återstående silmarillerna, men juvelerna tillät dem inte att ta i dem, och av plågan så kastade Maedhros sig själv ner i jordens avgrund.